# Guvernator al unui stat al Statelor Unite ale Americii
În Statele Unite ale Americii, titlul de guvernator (în original, governor) se referă la șeful executiv al fiecăruia din cele 50 de state ale Uniunii sau la oricare din teritoriile sale insulare, o poziție de guvernare locală care nu este nici direct nici indirect subordonată autorităților federale.  Guvernatorul este totodată și șeful ceremonial al statului sau al teritoriului.

## Rol și puteri
- Vezi și: Sigiliile guvernatorilor statelor din Statele Unite ale Americii și Steagurile guvernatorilor statelor din Statele Unite ale Americii.

Constituția Statelor Unite ale Americii promovează noțiunea că Statele Unite ale Americii este o federație statală a unui grup de state semi-suverane, respectiv că acele puteri care nu sunt specific atribuite entității federale pot fi atribuite implicit statelor. Ca atare, statele nu sunt simple subdiviziuni ale administrației statului federal. De fapt, guvernele statale sunt relativ puternice, intrucât fiecare stat are un grup independent de legi civile și penale, gospodărind propriul său guvern și propriile sale afaceri interne conform acelor legi. Implicit, puterile oricărui guvernator al oricărui stat sunt relativ însemnate.

## Demografie

### Partid

Guvernatori statali după partid politic
Cheia culorilor:
Democrați
Republicani
Independenți

Democrați
     Republicani
     Independenți

### Lungimea serviciului
Guvernatorul aflat în prezent pentru cea mai lungă perioadă de timp în funcție este Rick Perry din Texas, care a jurat credință și a început să servească la data 21 decembrie 2000. Cel mai recent guvernator este Phil Bryant al statului Mississippi, care a început să servească la 10 ianuarie 2012.

### Vârstă
Cel mai în vârstă guvernator este Jerry Brown al statului California, în vârsta de 74, iar cel mai tânăr guvernator este guvernatoarea Nikki Haley din statul Carolina de Sud, în vârsta de 40 de ani.

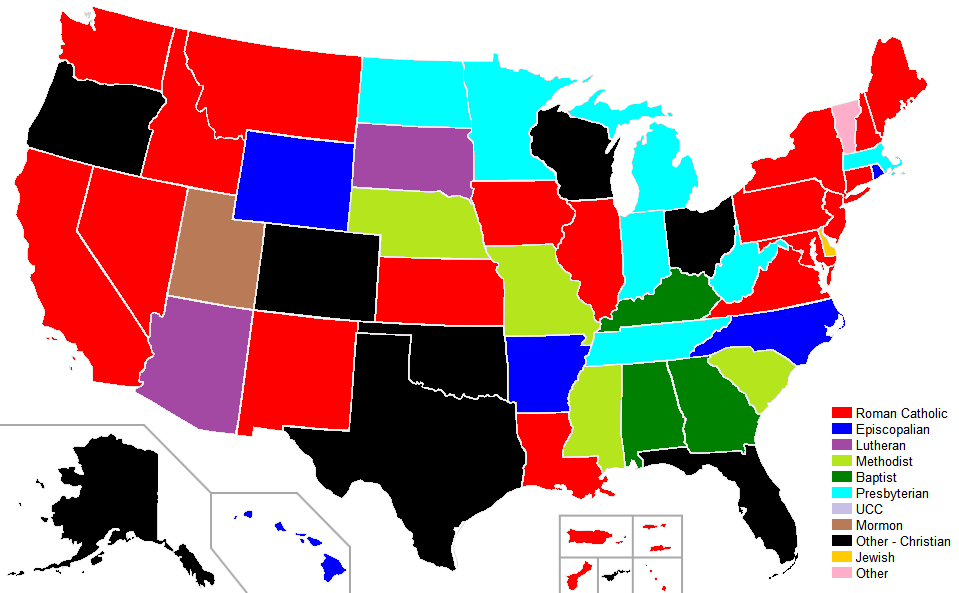
State Governors by religious preference.

### Sex
Actualmente, sunt 44 guvernatori bărbați și 6 guvernatori femei în Statele Unite ale Americii, în timp ce toți cei 5 guvernatori teritoriali sunt bărbați.

## Limite ale mandatului
- A se vedea și Termenelor guvernatorilor statelor din guvernatorilor statelor din Statele Unite ale Americii